# Augustin Vyskočil
Augustin Vyskočil (4. srpna 1852 Vamberk – 15. února 1902 Královské Vinohrady) byl český hudebník, dirigent, hudební pedagog, sbormistr a kapelník, působící především v pražském Národním divadle.

## Život

### Mládí a kariéra

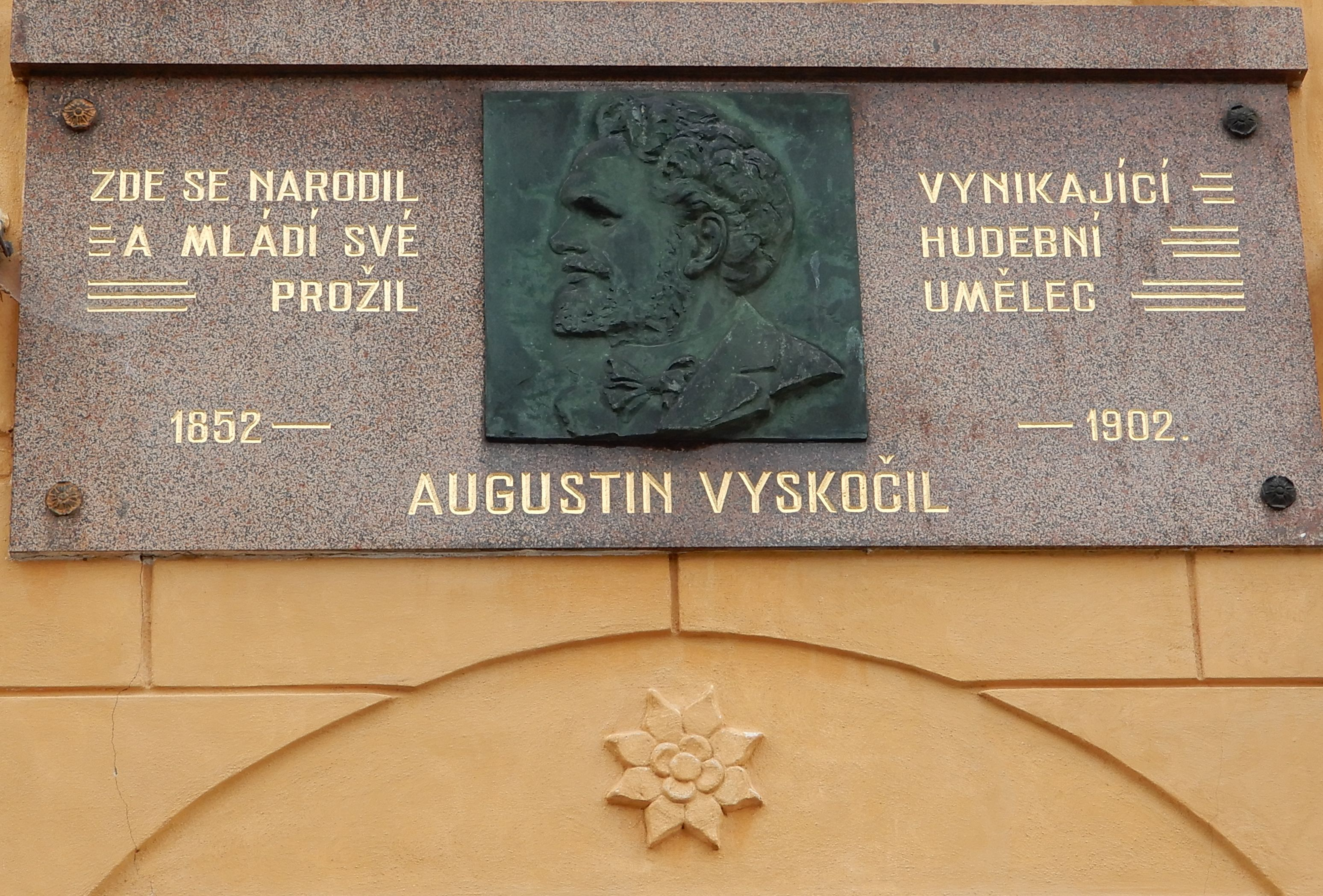
Pamětní deska na rodném domě Augustina Vyskočila ve Vamberku

Narodil se ve Vamberku v české rodině. Od dětství se věnoval hudbě. V mládí studoval hru na klavír u Bedřicha Smetany v Praze a posléze také zpěv na pražské konzervatoři u F. Vogla. Roku 1874 odcestoval za zkušenostmi do zahraničí a přijal angažmá v operním souboru ruského mecenáše P. D. Derviese v Nizze a Luganu. Po Derviesově smrti a návratu do vlasti roku 1881 přijal nabídku Jana Nepomuka Maýra, ředitele pražského Prozatímního divadla, a začal zde působit jako sbormistr a kapelník, od roku 1883 pak angažovaný v Národním divadle. V 80. letech 19. století také vyučoval hru na varhany a chrámový zpěv na Konzervatoři Praha a na hudební škole Františka Pivody, v letech 1890–1895 také zastával funkci sbormistra Hlaholu vinohradského.
V Národním divadle se pak jako inscenátor a dirigent podílel na realizaci stovek hudebních produkcí. Roku 1900 odešel na odpočinek.

### Úmrtí
Augustin Vyskočil zemřel 15. února 1902 na Královských Vinohradech ve věku 49 let vinou závažné choroby. Pohřben byl v rodinném hrobě na Olšanských hřbitovech.
Na jeho rodném domě byla po jeho smrti odhalena pamětní deska s Vyskočilovou podobiznou.

### Rodinný život
Oženil se s operní zpěvačkou Františkou Ludikarovou. Jejich syn Pavel Ludikar-Vyskočil se posléze stal operním pěvcem.